# Молибдат лютеция
Молибдат лютеция — неорганическое соединение,
соль лютеция и молибденовой кислоты
с формулой Lu2(MoO4)3,
кристаллы.

## Получение
- Сплавление хлорида лютеция и молибдата натрия:

{\displaystyle {\mathsf {2LuCl_{3}+3Na_{2}MoO_{4}\ {\xrightarrow {T}}\ Lu_{2}(MoO_{4})_{3}+6NaCl}}}
- Сплавление оксида лютеция и оксида молибдена:

{\displaystyle {\mathsf {Lu_{2}O_{3}+3MoO_{3}\ {\xrightarrow {T}}\ Lu_{2}(MoO_{4})_{3}}}}

## Физические свойства
Молибдат лютеция образует кристаллы
ромбической сингонии,
пространственная группа P bcn,
параметры ячейки a = 1,370 нм, b = 0,985 нм, c = 0,995 нм
.